# Terán
Terán är en ort i Mexiko.   Den ligger i kommunen Valle de Santiago och delstaten Guanajuato, i den centrala delen av landet, 240 km nordväst om huvudstaden Mexico City. Terán ligger 1 721 meter över havet och antalet invånare är 359.
Terrängen runt Terán är en högslätt. Runt Terán är det ganska tätbefolkat, med 149 invånare per kvadratkilometer. Närmaste större samhälle är Salamanca, 14,3 km nordväst om Terán. Trakten runt Terán består till största delen av jordbruksmark.